# Мамерк Емілій Лепід Лівіан
Мамерк Емілій Лепід Лівіан (124—60 роки до н. е.) — політичний, державний та військовий діяч Римської республіки, консул 77 року до н. е.

## Життєпис
Походив з двох впливових родів Лівіїв та Еміліїв. Син Марка Лівія Друза, консула 112 року до н. е., та Корнелії. Надалі був усиновлений Марком Емілієм Лепідом, консулом 126 року до н. е.
У 91 році до н. е. після загибелі свого брата, народного трибуна Марка Лівія Друза Молодшого, Лівіан зайняв його місце в колегії понтифіків. Брав активну участь у Союзницькій війні як легат в армії Квінта Цецилія Метелла Пія. Надалі Лівіану вдалося розбити значні сили італіків на чолі із Помпедієм Сілоном.
У 82—81 роках до н. е. був легатом в армії Луція Корнелія Сулли в громадянській війні з маріанцями. Під час цього захопив місто Норбу. У 81 році до н. е. клопотав перед Суллою щодо помилування Гая Юлія Цезаря. У цьому ж році обіймав посаду претора. У 78 році до н. е. програв консульські вибори Квінту Лутацію Катулу Капітоліну, але у 77 році до н. е. його все ж обрано консулом разом з Децимом Юнієм Брутом. Відмовився вирушити до Іспанії на війну проти Серторія.
У 74 році до н. е. був легатом Марка Антонія в Лігурії, а у 73 році до н. е. — Луція Ліцинія Лукула в провінції Азія. У 70 році до н. е. був оголошений принцепсом сенату.

## Родина
Діти:
- Марк (або Мамерк) Емілій Лепід Регіл.
- Емілія Лепіда, дружина Квінта Цецилія Метелла Пія Сципіона Назіки, консула 52 року до н. е.